# 蛤浜海水浴場

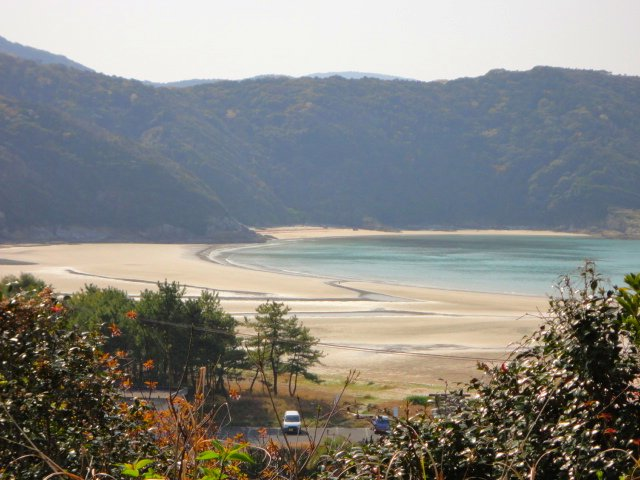
蛤浜海水浴場

蛤浜海水浴場（はまぐりはまかいすいよくじょう）は長崎県南松浦郡新上五島町にある海水浴場である。満潮と干潮の差が大きく、遠浅である。また、快水浴場百選や新観光百選の地にも選ばれている。

## 特徴
西海国立公園内に位置し、汀長は約500m、遠浅の白浜と青い松林とのコントラストが特に美しい海水浴場。休憩舎、更衣室、シャワー等のサービス設備も整備されており、開放的な気分で遊ぶことができる。また、すぐ傍には山があり、キャンプ場やスポーツ広場、アスレチック施設等がある。

## 海開き
例年基本的には7月20日の海の日。その年によって7月20日前後の日曜日に行う。

## イベント
海開きイベントとして「マリンフェスタinありかわ：蛤浜で遊ぼDAY」を開催。内容は、地引き網、海上綱引き大会、宝探し等を実施している。また、同日九州クルージング協会等の協力により観光協会主催でモニターツアーも実施している。

## アクセス
- 有川港ターミナル⇔青方・奈良尾・鯛の浦
- バス停「蛤（はまぐり）」で下車。徒歩5分。